# Клинцовка
Кли́нцовка (рос. Клинцовка) — присілок у складі Яшкинського округу Кемеровської області, Росія.

## Населення
Населення — 1 особа (2010; 11 у 2002).
Національний склад (станом на 2002 рік):
- росіяни — 91 %